# Perrigny-sur-l'Ognon
 Perrigny-sur-l'Ognon  là một xã thuộc tỉnh Côte-d’Or trong vùng Bourgogne-Franche-Comté miền đông nước Pháp.